# Konstandinos Paparrigópulos
Konstandinos Paparrigópulos (Grec: Κωνσταντίνος Παπαρρηγόπουλος; Constantinoble, 1815 – Atenes, 14 d'abril de 1891) fou un historiador grec, que hom considera el fundador de la moderna historiografia grega.
Fill d'un banquer originari del Peloponès, va fugir amb la seva mare a Odessa quan els turcs mataren èl seu pare, que des del principi de la Revolució Grega s'havia posat al costat dels seus compatriotes. El 1828 marxà amb la seva família a Grècia, on va fer els seus estudis, i fou nomenat, en plena joventut, secretari del ministre de Justícia; el 1848 una llei relativa als grecs del país i dels de fora del país, li prengué el destí. Tornà a Atenes, on fou nomenat professor del Gimnàs, i el 1851 se li concedí la càtedra d'història grega de la Universitat, que desenvoluparia fins a la seva mort, sense més interval que un curt, ja que vers el 1882, fou nomenat pel Govern per fer d'intermediari en afers pendents entre el patriarca i el sínode d'Atenes.
La seva gran obra, a banda d'innumerables articles en els diaris i revistes de la capital grega, és la seva Història de la nació grega (1862-1877), a la que consagrà dotze anys de la seva vida i que publicà primer en grec i després en francès, amb el títol de Histoire de la civilisation hellenique (1878).